# 林格爾巴赫河 (費爾希巴赫河支流)
49°5′6.26″N 11°3′46.36″E / 49.0850722°N 11.0628778°E
林格爾巴赫河（德語：Ringelbach），是德國的河流，位於該國東南部，由巴伐利亞負責管轄，屬於費爾希巴赫河的支流，河道全長2.3公里，河口處在埃滕施塔特附近。